# Kike (football)
Pour les articles homonymes, voir Kike.
Enrique García Martínez Gonzalez, connu sous le nom de Kike, né le 25 novembre 1989 à Motilla del Palancar, est un footballeur espagnol qui évolue au poste d'attaquant à l'Espanyol de Barcelone.

## Biographie
Lors de la saison 2013-2014, il inscrit 23 buts en deuxième division espagnole avec le club de Murcie.
Le 3 février 2016, il rejoint Eibar.